# Экваториальная шпорцевая лягушка
Экваториальная шпорцевая лягушка (лат. Xenopus epitropicalis) — вид южноафриканских водных лягушек рода шпорцевых лягушек.

## Распространение и среда обитания
Ареал вида изучен недостаточно. Животное обнаружено в следующих районах: Ангола — северо-восток страны. Демократическая Республика Конго — Национальный парк Гарамба на северо-востоке страны и Киншаса на западе. Габон. Экваториальная Гвинея, Камерун — к югу от реки Санага, Лонги, Акок, Эфулен, Бипинди Нкоемвоне, Эболова. Конго — Пуэнт-Нуар. Центральноафриканская Республика — на юге страны.
Поэтому считается, что этот вид может встречаться на обширной территории от Камеруна на северо-западе до Анголы на юге и приграничных районов Демократической Республики Конго на северо-востоке. Река Санага, к северу от которой встречается родственный вид Xenopus tropicalis, рассматривается как часть северной границы ареала этого земноводного.
Его среда обитания — равнинные тропические леса. Он населяет небольшие водоёмы диаметром 1-2 метра и глубиной 1 метр, расположенные обязательно под кронами деревьев. Вид переносит некоторые изменения среды обитания, но не процветает на открытых пространствах.

## Систематика
Этот вид был описан в 1982 году Фишбергом и коллегами под названием Xenopus epitropicalis. Филогенетический анализ морфологических признаков, проведенный Каннателлой и Труэбом в 1988 году, показал, что виды epitropicalis и tropicalis более тесно связаны с родами Hymenochirus и Pipa, чем с остальными представителями рода Xenopus, и поэтому они переместили эти виды в отдельный род Silurana. Однако последующие молекулярно-филогенетические исследования показали, что таксон Silurana лучше рассматривать как подрод внутри рода Xenopus, а не как отдельный род.

## Развитие и генетика
Головастики кормятся путём фильтрации. Это тетраплоидный вид (2n=40).

## Охранный статус
Вид, по-видимому, очень многочислен, но динамика его численности неизвестна. Угрозы для этого вида включают вырубку лесов и развитие сельского хозяйства. Эта амфибия обитает на многочисленных охраняемых территориях.